# Целинное (Айыртауский район)
Целинное (каз. Целинное) — село в Айыртауском районе Северо-Казахстанской области Казахстана. Входит в состав Арыкбалыкского сельского округа. Код КАТО — 593235600.

## Население
В 1999 году население села составляло 482 человека (220 мужчин и 262 женщины). По данным переписи 2009 года, в селе проживало 244 человека (112 мужчин и 132 женщины).